# Пилкозеро
Пилкозеро — пресноводное озеро на территории Амбарнского сельского поселения Лоухского района Республики Карелии.

## Общие сведения
Площадь озера — 1 км². Располагается на высоте 88,3 метров над уровнем моря.
Форма озера лопастная, продолговатая: оно почти на два километра вытянуто с северо-запада на юго-восток. Берега каменисто-песчаные, преимущественно заболоченные.
Из юго-восточной оконечности Пилкозера вытекает безымянный ручей, впадающий в Энгозеро, воды из которого через реки Калгу и Воньгу попадают в Белое море.
Населённые пункты вблизи водоёма отсутствуют.
Код объекта в государственном водном реестре — 02020000711102000003061.